# Porzia de Médicis
Porzia de Médicis (1538-1565) est une religieuse italienne et la fille illégitime d'Alexandre de Médicis, duc de Florence, et d'une mère inconnue. Elle naît après l'assassinat de son père et est placée au couvent des Augustins de San Clemente de la Via San Gallo, fondé par Maria Salviati, la mère de Cosme Ier de Toscane. Porzia prononce ses vœux définitifs et devient l'abbesse du couvent.
Elle reste en contact étroit avec les membres de la famille de Médicis, dont sa demi-sœur Giulia de Médicis, qui lui rend souvent visite, et son demi-frère Giulio. Une peinture murale, désormais perdue, représentait Porzia avec François, Ferdinand, Jean et Garzia, les quatre fils de Cosme Ier de Toscane. Elle meurt au couvent à l'âge de vingt-sept ans.